# 온양천도초등학교
온양천도초등학교는 대한민국 충청남도 아산시에 있는 초등학교다.

## 학교 연혁
- 1955.07.01 실옥국민학교 개교(설립인가 4월 22일)
- 1955.08.03 온양천도국민학교로 교명 개칭
- 1985.09.16 병설유치원 개원(2학급)
- 1990.05.15 병설유치원 3학급 조정 인가
- 1994.03.01 도지정 종일반 운영 시범유치원 운영
- 1994.03.01 급식학교 운영(3-6학년)
- 1996.03.01 온양천도초등학교로 교명 개칭
- 2009.02.20 제54회 졸업(졸업생 13,174명)
- 2009.03.01 초등학교 31학급, 병설유치원 3학급 편성
- 2012.02.17 제57회 졸업 (졸업생 156명, 총 13,675명)
- 2015.02.13 제60회 졸업, 졸업생 128명, 총 14120명
- 2015.03.01 초등학교 31학급(특수 2학급), 병설유치원 2학급 편성

## 급식실
본관 1층 쪽에 있는 급식실이다.
앞문과 뒷문이 있으며 앞문 바로 앞에는 
남자,여자 화장실이 있다.

## 급식
급식은 학생들이 만족할만 하게 잘 나온다.
건강을 위해 건강의 좋은 음식들도 나온다.

## 도서관
본관 2층에 있는 도서관이다. 교무실과 가깝다. 여름에는 매우 춥고 겨울에는 따뜻한 온도를 유지하고 있다.
특히 어린이등이 좋아할만한 해리포터, 구스범스 같은 책들이 많이 있다. 그리고
도서 검색용 컴퓨터가 설치 되어있다.

## 영어실
미술실에서 왼쪽으로 쭉가면 나오는 곳이다.
주로 원어민 선생님과 수업을 할 때 쓰는 곳이다. 6학년 학생에 경우 일주일에 한 번만 수업을 한다.

## 음악실
급식실 후문 쪽 계단으로 올라가면 나오는 곳이다. 여러 악기들이 준비 되어있다.
특히 기타와장구들이 많이 있다.
선풍기는 2대가 있으며 천장에 붙어 있다.
다만 왼쪽에 붙어 있는 선풍기는 살짝
고장나 있다. 하지만 작동한다.

## 미술실
본관 3층에 있는 곳이다.도서관 바로 위 다.여러 미술 용품들이 준비 되어있다.
하지만 그 중 비싸보이는 물건들은 학생 꺼 일 수도 있기 때문에 선생님이 사용하라는 물건만 사용해야 한다.

## 컴퓨터실1실
음악실 왼쪽에 있는 곳이다.컴퓨터가 많이
준비 되어있다.방과후 컴퓨터 수업 때 주로 쓴다. 그리고 간혹 국어나 미술시간에도 쓴다.

## 컴퓨터2실
도서관 근처에 있는 곳이다. 맞찮가지로
컴퓨터가 많이 있고 방과후 수업, 실과 수업 때 사용된다.

온양천도초등학교 운동장

## 샘나라 강당
학교 후문 쪽에 있는 곳이며 주로 체육 수업, 뮤지컬, 각종 행사, 방과후 맛보기 행사, 방학식, 졸업식, 종업식등을 할 때 사용한다. (참고로 아침 조회는 교실에서 텔레비전으로 한다.)

## 운동장
본관에서 바로 나가면 보이는 곳이다.
운동장에는 달리기를 편하게 할 수 있는
트랙이 있으며 축구장도 있다. 이곳에서 운동회를 한다.

## 참고 자료
- 온양천도초등학교 - 한국교육학술정보원 학교알리미